# Chiesa dei Santi Cosma e Damiano (Volpara)
La chiesa dei Santi Cosma e Damiano è la parrocchiale di Volpara, in provincia di Pavia e diocesi di Tortona; fa parte del vicariato di Broni-Stradella-Valle Versa.

## Storia
L'antico luogo di culto di Volpara sorgeva in località Casa Vecchia, in una zona franosa distante dal paese.
Questa chiesetta venne chiusa al culto nel 1632 e le funzioni furono trasferite in via provvisoria nell'oratorio della Concezione della Beata Vergine, annesso al castello dei Picchi.
La nuova parrocchiale venne costruita nel biennio 1657-58 e poi consacrata il 28 settembre 1659.
Nel 1817, come stabilito dalla bolla Beati Petri di Pio VII datata 17 luglio di quell'anno, la chiesa passò dalla diocesi di Piacenza a quella di Tortona.
Dallo Stato della diocesi di Tortona del 1820 si apprende che la parrocchiale era sede delle compagnie della Dottrina Cristiana e del Suffragio e che i fedeli ammontavano a 610.
In epoca postconciliare si provvide ad aggiungere l'altare rivolto verso l'assemblea e l'ambone, oltre che a posare il nuovo pavimento.
Nel 2001 il tetto venne interessato da un intervento di rifacimento.

## Descrizione

### Esterno
La facciata a capanna della chiesa, che volge a settentrione, presenta centralmente il portale d'ingresso, sormontato da un affresco ritraente i Santi Cosma e Damiano, e sopra una finestra ed è scandita da quattro lesene tuscaniche sorreggenti la trabeazione e il timpano triangolare, che è sovrastato da tre pinnacoli.
Annesso alla parrocchiale si erge su un basamento a scarpa il campanile a base quadrata, la cui cella presenta su ogni lato una bifora ed è coperta dal tetto a quattro falde.

### Interno
L'interno dell'edificio si compone di un'unica navata, sulla quale si affacciano le due cappelle laterali introdotte da archi a tutto sesto e le cui pareti sono scandite da lesene sorreggenti la cornice aggettante sulla quale si imposta la volta; al termine dell'aula si sviluppa il presbiterio, voltato a botte e chiuso dall'abside semicircolare.
Qui sono conservate diverse opere di pregio, tra cui le pitture raffiguranti Scene della vita Ei Gesù Cristo e l'affresco ritraente la Guarigione del cieco di Gerico.